# Staffel
Um Staffel era das formações de organização da Luftwaffe a mais baixa, sendo composta por cerca de 12 a 16 aeronaves, 20 a 25 pilotos, 150 homens para caças monomotores e 80 para caças bimotores que eram liderados por um Staffelkapitän e na ausência deste eram liderados por um Staffelführer.
Nas operações realizadas, os Staffeln eram subdivididos em:
Schwarm: formação de quatro aviões (2 Rotten), a mais usada pelas unidades de caças da Luftwaffe.
Rotte: formação tática composta de dois aviões, onde havia um líder, o Rottenführer e um ala, o Rottenflieger. Dois Rotten compunham um Schwarm.
Kette: Formação de ataque em forma de V que era composta por três aeronaves. Essa formação era utilizada somente por bombardeiros.